# Найда Віталій Анатолійович
Найда Віталій Анатолійович — офіцер Служби безпеки України. Начальник Управління СБУ в Тернопільській області (2017—2019), керівник департаменту контррозвідки СБУ (2015—2017).

## Життєпис
Станом на 2011 р. — заступник начальника штабу Антитерористичного центру при Службі безпеки України. Входив до складу штабу забезпечення міжнародної взаємодії і координації заходів безпеки з підготовки та проведення фінальної частини чемпіонату Європи з футболу 2012.
З квітня 2014 року до липня 2015 — начальник Департаменту контррозвідувального захисту інтересів держави у сфері інформаційної безпеки СБУ.
24 липня 2015 року призначений указом № 452 Президента України призначений керівником департаменту контррозвідки СБУ.
14 лютого 2017 року Віталія Найду призначено начальником Управління СБУ в Тернопільській області. На цьому посту він змінив Олексія Юрійовича Ушанова. 11 вересня 2019 року звільнений з цієї посади.

## Нагороди
- Орден Данила Галицького (5 жовтня 2009) ― «За вагомий особистий внесок у захист державних інтересів України, зразкове виконання службових обов'язків у викритті злочинних організованих угруповань».[8]

### Інтерв'ю
- Лілія Костишин, Віталій Найда: «Ми не подолаємо зовнішнього ворога, поки не подолаємо внутрішнього» // «Вільне життя», 22.03.2017

| Емблема Збройних сил України | Це незавершена стаття про військового чи військову Збройних сил України. Ви можете допомогти проєкту, виправивши або дописавши її. |